# バディ・テリー
バディ・テリー（Buddy Terry、1941年1月30日 - 2019年11月29日）は、アメリカ合衆国のジャズ・ミュージシャンであり、アルト・サックス及びテナー・サックス奏者。ニュージャージー州ニューアーク生まれ。1960年代と1970年代に、テリーはプレスティッジ・レコードとメインストリーム・レコードからアルバムを制作している。2000年から2010年にかけて、Swingadelicというグループと共演した。2019年11月29日、脳卒中により78歳で亡くなった。

## ディスコグラフィ

### リーダー・アルバム
- Electric Soul! (1967年、Prestige)
- Natural Soul (1968年、Prestige)
- 『アウェアネス』 - Awareness (1971年、Mainstream)
- 『ピュア・ダイナマイト』 - Pure Dynamite (1972年、Mainstream)
- 『リーン・オン・ヒム』 - Lean on Him (1973年、Mainstream)

### 参加アルバム
アート・ブレイキー&ザ・ジャズ・メッセンジャーズ
- 『チャイルズ・ダンス』 - Child's Dance (1972年、Prestige)

ビリー・ホークス
- Heavy Soul! (1968年、Prestige)

リチャード・グルーヴ・ホームズ
- 『アイム・イン・ザ・ムード・フォー・ラヴ』 - I'm in the Mood for Love (1976年、Flying Dutchman)

ハロルド・メイバーン
- A Few Miles from Memphis (1968年、Prestige)

ジョー・モレロ
- 『サウンド・オブ・サイレンス』 - Another Step Forward (1969年、Ovation)

アルフォンス・ムゾーン
- 『ジ・エッセンス・オブ・ミステリー』 - The Essence of Mystery (1973年、Blue Note)

フレディー・ローチ
- 『ザ・ソウルブック』 - The Freddie Roach Soul Book (1966年、Prestige)

Swingadelic
- Organ-ized! (2002年、MediaMix)
- Big Band Blues (2005年、MediaMix)
- Another Monday Night  (2007年、MediaMix)

The Tonemasters
- Goin With The Flow (2004年、Blues Leaf)